# Prawdziwa pustka i subtelna rzeczywistość
Prawdziwa pustka i subtelna rzeczywistość (chiń. upr. 真空妙有; pinyin zhēnkōng miàoyǒu; kor. 진공묘유 chingong myoyu; jap. shinkū myoyū; wiet. chân không diệu hữu) – termin buddyjski związany początkowo ze szkołą tiantai, a później także ze szkołą chan.
Z filozofii tiantai określenie to przejął mistrz chan Yongjia Xuanjue (665–713). Zgodnie z nim, gdy mówi się, że coś jest rzeczywiste, to nie jest to względnie rzeczywiste. Jeśli mówi się, że coś jest puste, to nie jest to względnie puste. To, co jest rzeczywiste, jest puste. To, co jest puste, jest rzeczywiste.
Ta identyfikacja pustego i rzeczywistego osiągnięta jest przez absolutny umysł, który jest wolny od wszelkich dychotomii. Jest to powstanie stałej świadomości, która jest świadoma samej siebie i nie jest różna od zwykłego umysłu.
Na ten temat IX-wieczny mistrz chan Daning Daoguan powiedział
Niemyślenie jest źródłem. Nietrwanie jest podłożem. Subtelna rzeczywistość jest działaniem. Rzeczywista pustka jest substancją. Dlatego możemy powiedzieć, że wszędzie na ziemi znajduje się rzeczywista pustka. Wszystkie rzeczy we wszechświecie są działaniem subtelnej rzeczywistości.
Później dodał do tego
Kto jest zdolny to przyjąć? Cztery pory roku następują jedna po drugiej. Słońce i księżyc świecą nieustannie. Prawda nie znosi zasadniczych zmian, a Dao nie jest ograniczone do jednego miejsca. Dlatego wyzwól siebie do poddania się wszystkiemu, co się tobie wydarza. Powstawaj i upadaj razem z tym. Wtedy możesz być równocześnie zwykłym człowiekiem i mędrcem.
Gdy rzeczywista pustka jest substancją, a subtelna rzeczywistość jest w działaniu, spełnia się zwyczajne, codzienne czynności – i w tym samym czasie – przekracza je. Osiąga się więc i wolność i mądrość. Yongjia stwierdził:
Gdy pojawia się mądrość, osiągnięta jest wolność. Jednak w tej wolności nie ma niczego, od czego należy być wolnym. Gdy taka wolność jest osiągnięta, tworzona jest mądrość. Jednak w tym tworzeniu się mądrości, nic nie jest tworzone.
Wprowadzenie tego terminu do chanu świadczy o syntezie chanu i nauk tiantai, której dokonał Yongjia.